# Смит, Лиа
Лиа Смит (англ. Leah Smith; род. 19 апреля 1995, Маунт-Лебанон, Пенсильвания) — американская пловчиха, специализируется на дистанциях вольным стилем. Олимпийская чемпионка и бронзовый призёр Игр 2016 года, пятикратная чемпионка мира (в том числе дважды в 25-метровых бассейнах).

## Биография
Смит родилась в Питтсбурге в семье спортсменов. Она правнучка чемпиона Мировой серии по бейсболу Джимма Смита и двоюродная племянница боксера Билли Конна. Её сестра Эйлин в настоящее время плавает в Колумбийском университете.
Является выпускницей Оклендской католической средней школы. Смит начала плавать в университете Вирджинии в 2013 году.

## Карьера

### Карьера в колледже
Смит посещала Университет Вирджинии, где она соревновалась за команду по плаванию и прыжкам в воду Вирджиния Кавальерс. На чемпионате NCAA 2015 года она выиграла как дистанцию 500 ярдов вольным стилем, так и 1650. Смит повторила это достижение на чемпионате NCAA 2016 года. Смит была награждена премией IMP как лучшая спортсменка в Университете Вирджинии.

### 2014
На чемпионате Тихого океана по плаванию 2014 года Смит выиграла золотую медаль и установила рекорд чемпионата как участница эстафеты 4×200 м вольным стилем. Она также была девятой на дистанциях 400 м и 800 м вольным стилем. Затем она выиграла как 400 м вольным стилем, так и эстафету 4 × 200 м вольным стилем на летней Универсиаде 2015 года.

### 2015
Смит представляла Соединённые Штаты на чемпионате мира по водным видам спорта 2015 года, где она завоевала золотую медаль в эстафете 4×200 м вольным стилем. Она заняла второе место на дистанциях 400 и 800 м вольным стилем на отборах к Олимпийским играм 2016 года. Имея только 26 мест в женской олимпийской сборной по плаванию, атлеты, занявшие второе место, не могут гарантировать поездку на Олимпийские игры. Но в Соединённых Штатах «никогда не было случая, чтобы два лучших пловца на каждом соревновании, наряду с шестью лучшими пловцами на дистанции 100 м и 200 м на свободе, не попали в сборную на ОИ». 3 июля 2016 года Смит был назначен в олимпийскую сборную США.

### 2016
На отборочных соревнованиях в США на Олимпийские игры в Рио, Смит впервые квалифицировалась в олимпийскую команду США, заняв второе место на дистанции 200 и 400 метров вольным стилем, уступив Кэти Ледеки, и третьей на дистанции 200 м вольным стилем.
В 2016 году Смит участвовала в Олимпийских играх в Рио. Она выиграла бронзовую медаль на дистанции 400 метров вольным стилем, показав время 4.01,92. Вместе с Ледеки, Майей ДиРадо и Эллисон Шмитт Смит выиграла свою первую олимпийскую золотую медаль в эстафете 4×200 метров вольным стилем. Она преодолела свой этап за 1.56,69, а австралийки показали итоговое время 7.43,03.

#### 2019
На чемпионате мира 2019 года в корейском Кванджу завоевала бронзовую медаль на дистанции 400 метров вольным стилем уступив победительнице 2,53 секунды.

## Личные рекорды
Длинный бассейн
| Соревнование          | Время    | Событие                                   | Место        | Дата           |
| --------------------- | -------- | ----------------------------------------- | ------------ | -------------- |
| 200 м вольным стилем  | 1.55,97  | Чемпионат мира 2017                       | Будапешт     | 27 июля 2017   |
| 400 м вольным стилем  | 4.00,65  | Отборочные соревнования на Олимпиаду-2016 | Омаха        | 27 июня 2016   |
| 800 м вольным стилем  | 8.17,21  | Тихоокеанский чемпионат по плаванию 2018  | Токио        | 9 августа 2018 |
| 1500 м вольным стилем | 16.01,02 | Чемпионат США 2017                        | Индианаполис | 1 июля 2017    |
| 400 м комплекс        | 4.33,86  | Чемпионат США 2017                        | Индианаполис | 29 июня 2017   |